# Balcha Safo
Dejazmach Balcha Safo, también conocido con su nombre de caballero Abba Nefso, fue un jefe militar, gobernador de provincia y de la  Resistencia etíope

## Del joven Balcha a Abba Nefso, héroe de Adua
Balcha Safo nació en 1862 en una familia modesta en el país Guragué, y es además de origen oromo. Su educación comenzó en con los sacerdotes, pero tras una expedición de Menelik II, Balcha, entonces un chico de aproximadamente 14-15 años, fue encontrado en el campo de batalla, herido y castrado. Ras Mekonnen pidió entonces al Emperador poder colocar al chico bajo su protección, pasando así a formar parte del servicio doméstico del Ras. Más tarde, el Emperador lo hizo trabajar en la corte imperial, donde fue ascendido y posteriormente pasó a ser bedjirond (tesorero). Estos años pasados al lado del Emperador hicieron que Balcha Safo considerara a éste como un verdadero padre. En la corte, también destacó por su talento militar que le fue útil. Es debido a dos batallas que entrará definitivamente en la historia: la batalla de Mekelé y sobre todo batalla de Adua.
Durante la segunda batalla se reveló como un excelente jefe militar. Después de haber conseguido movilizar a 3.000 soldados de infantería, comandó una batería de 38 piezas del Emperador y puso en ejecución algunos de sus conocimientos de la artillería (cosa rara en la época en Etiopía): reemplazó a un artillero y utilizó con habilidad las armas a la disposición de sus tropas. Después de la victoria recibió el título de noble etíope Dejazmach.

## Gobernador de provincia
Diez años después de la batalla, Balcha Safo comenzó una carrera administrativa que duró treinta años. En primer lugar fue nombrado gobernador de Sidamo, región del Sur, en 1898 y permaneció en el cargo hasta 1908.
Posteriormente, tras la muerte, el 10 de octubre de 1907, de Dejazmach Ylma, hermano de Ras Tafari, quedó vacante el puesto de gobernador de Hararghe. Ras Mikael, señor de Wollo, pidió a Menelik II que otorgara el puesto a Tafari, que hizo oídos sordos a esta petición y el 8 de abril de 1908, nombró a Dejazmach Balcha gobernador. Fue un gobernador impopular, ya que restringió la actividad de los comerciantes e imponía demasiado a los campesinos. Balcha, "había adquirido una reputación bien merecida de crueldad, barbarie y avaricia, y sus súbditos le odiaban tanto como le temían". En 1913, la muerte de Menelik II aumentó la influencia de Ras Tafari Makonnen, y al año siguiente Balcha fue cesado de su cargo. En 1916, Lij Iyassou fue derrocado y comenzó la regencia de Ras Tafari, que decidió apartar a Balcha del poder central y en 1917 volvió a ocupar el cargo de gobernador de Sidamo, hasta 1928.
Generalmente su balance como gobernador queda mitigado: con frecuencia se mostró desobediente a pagar impuestos al gobierno central, se negó a abolir la esclavitud y ejerció una presión muy fuerte sobre los campesinos, sin embargo supo mejorar la administración provincial y la competitividad de ciertos instrumentos económicos locales asociándose con comerciantes indios.

## Relaciones con la corte imperial
Aunque  era gobernador, Balcha se interesó por los asuntos del poder central, por la corte imperial. Sus acciones estaban fuertemente marcadas por su lealtad hacia Menelik II, el hombre que lo había ascendido a la corte y al que consideraba como su padre. Su muerte, en 1913, le entristeció profundamente y un nuevo emperador llegó al poder: Lij Iyasu.

### Relaciones conLij Iyasu
Lij Iyasu Lij irritaba a Balcha Safo, hasta tal punto que decidió intervenir militarmente. Una columna a su mando fue a Harar, saquearon la ciudad y mató a cientos de personas, Iyassou se ve obligado a irse a Jijiga. También participó activamente en el golpe de Estado que llevó al poder a Zauditu I a la que apoxó claramente frente a los modernizadores dirigidos por Ras Tafari Makonnen que ejercía como regente, el poder en realidad.